# 부크강

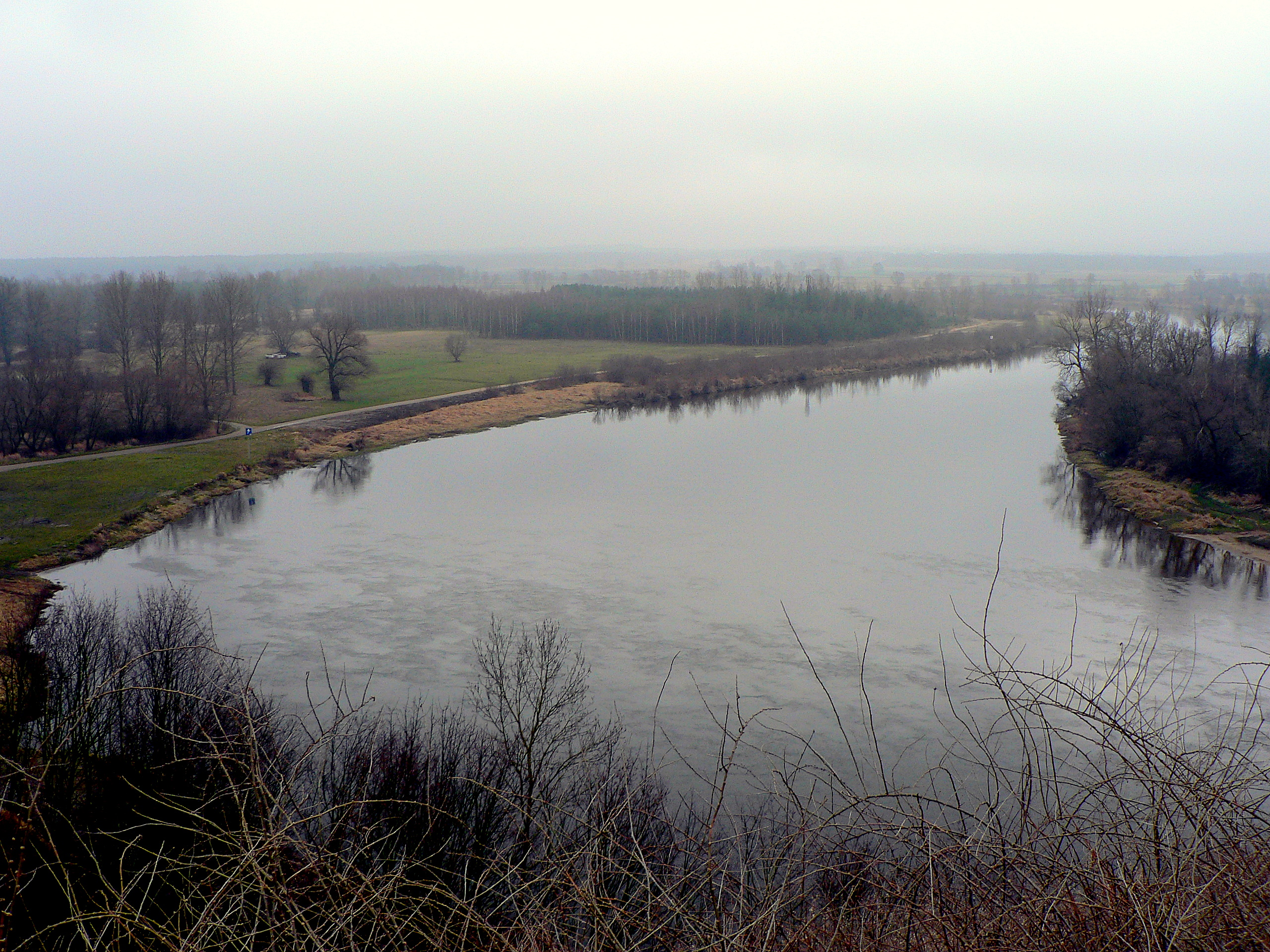
폴란드의 부크강

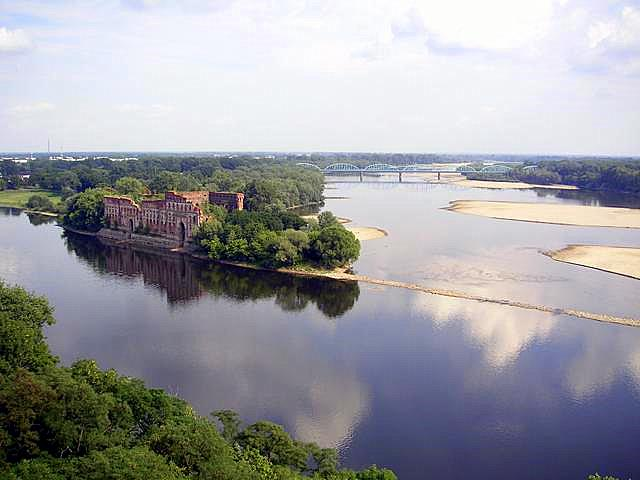
비스와강과의 합류점

부크강(폴란드어: Bug) 또는 부흐강(우크라이나어: Західний Буг Zakhidnyy Buh 자히드니부흐[*], 벨라루스어: Захо́дні Буг Zakhodni Buh 자호드니부흐)은 우크라이나, 벨라루스, 폴란드를 흐르는 강이다. 총길이는 772 km이며, 유역 면적은 39,420 km2이다.(폴란드 영내의 길이는 587 km, 유역 면적은 19,284 km2)
우크라이나 서부에서 발원하여 서쪽으로 흐르기 시작한다. 우크라이나와 폴란드, 폴란드와 벨라루스의 국경을 형성한 후, 폴란드 동부의 평야지대로 흐르다가 나레프강과 합류한 후 바르샤바 부근에서 비스와강으로 흘러들어간다. 이 강은 폴란드에서 중요한 위치를 차지하며, 폴란드에서는 네 번째로 긴 강이다.
전통적으로 부크강은 가톨릭과 동방 정교회 우세 지역을 가르는 지리적 경계인 것으로 인식되어 왔으며, 제2차 세계 대전 당시 독일이 폴란드를 침공했을 때에는 소비에트 연방군과 독일군의 대치선을 나르는 주요 분기점 역할을 하기도 하였다.
우크라이나에는 흑해로 흘러 들어가는 같은 이름의 강이 있기 때문에, 러시아, 우크라이나, 벨라루스 등 구 소련권에서는 이 부크강을 서부크강, 흑해 쪽의 부크강을 남부크강으로 구분하여 부른다.